# Dansk Syrisk Forening
Dansk Syrisk Forening er en dansk forening som blev stiftet i 2011 af syrere i Danmark. Foreningen har til formål at oplyse i Danmark om hvad der foregår i Syrien. Foreningens nuværende formand er Mohammad Mahfoud. Ifølge foreningen selv har den omkring 500 medlemmer.
Siden konfliktens start i 2011 har foreningen opfordret til dialog. Foreningen støtter Syriens selvbestemmelse over egne forhold; syrerne i Syrien er de eneste, der bestemmer Syriens fremtid. Desuden har foreningen opfordret de danske medier til at give plads til de mange stemmer i Syrien, bl.a. de kristne. Foreningen har kritiseret den eksterne indblanding samt Vestens mediers ensidige dækning samt mediernes blinde støtte til oprørere (inklusiv den ekstremistiske del).
Foreningen er blevet kritiseret for at være en »Assad-fanklub« af politikeren Naser Khader.